# La Rinconada de la Sierra
La Rinconada de la Sierra település Spanyolországban, Salamanca tartományban. La Rinconada de la Sierra Tejeda y Segoyuela községgel határos. Lakosainak száma 100 fő (2024).

## Népesség
A település népessége az elmúlt években az alábbi módon változott:
| Lakosok száma | 176  | 172  | 162  | 151  | 121  | 124  | 119  | 112  | 103  | 100  |
|               | 2001 | 2004 | 2007 | 2009 | 2012 | 2014 | 2017 | 2019 | 2022 | 2024 |